# مارسيلو دومينغيز
مارسيلو دومينغيز (بالإسبانية: Marcelo Domínguez)‏ هو ملاكم محترف أرجنتيني يصنف ضمن فئة الوزن الثقيل بدأ مسيرته الاحترافية سنة 1991. حقق بطولة المجلس العالمي للملاكمة.

## المسيرة الاحترافية
من نزالاته:
- خسر أمام إنزو ماكارينيلي بالضربة الفنية القاضية (08-07-2006).
- خسر أمام نيكولاي فالويف (17-04-2004).
- خسر أمام جوني نيلسون (21-07-2001).
- خسر أمام خوان كارلوس غوميز (13-03-1999).

## إحصائيات
خاض خلال مسيرته 57 نزالا، فاز في 48 وتعادل في 1 وخسر في 8. فاز بالضربة القاضية في 25 نزالا.

## روابط خارجية
- مارسيلو دومينغيز على موقع بوكس ريك (الإنجليزية) (registration required)